# Tisbe palaeocrystica
Tisbe palaeocrystica is een eenoogkreeftjessoort uit de familie van de Tisbidae. De wetenschappelijke naam van de soort is voor het eerst geldig gepubliceerd in 1878 door Norman.